# Proaspeți
Proaspeți – wieś w Rumunii, w okręgu Aluta, w gminie Curtișoara. W 2011 roku liczyła 613 mieszkańców.